# الملهاة الإنسانية (سلسلة)
الملهاة الإنسانية هي سلسلة أعمال أونوريه دي بلزاك.